# Evangelho de Tomé

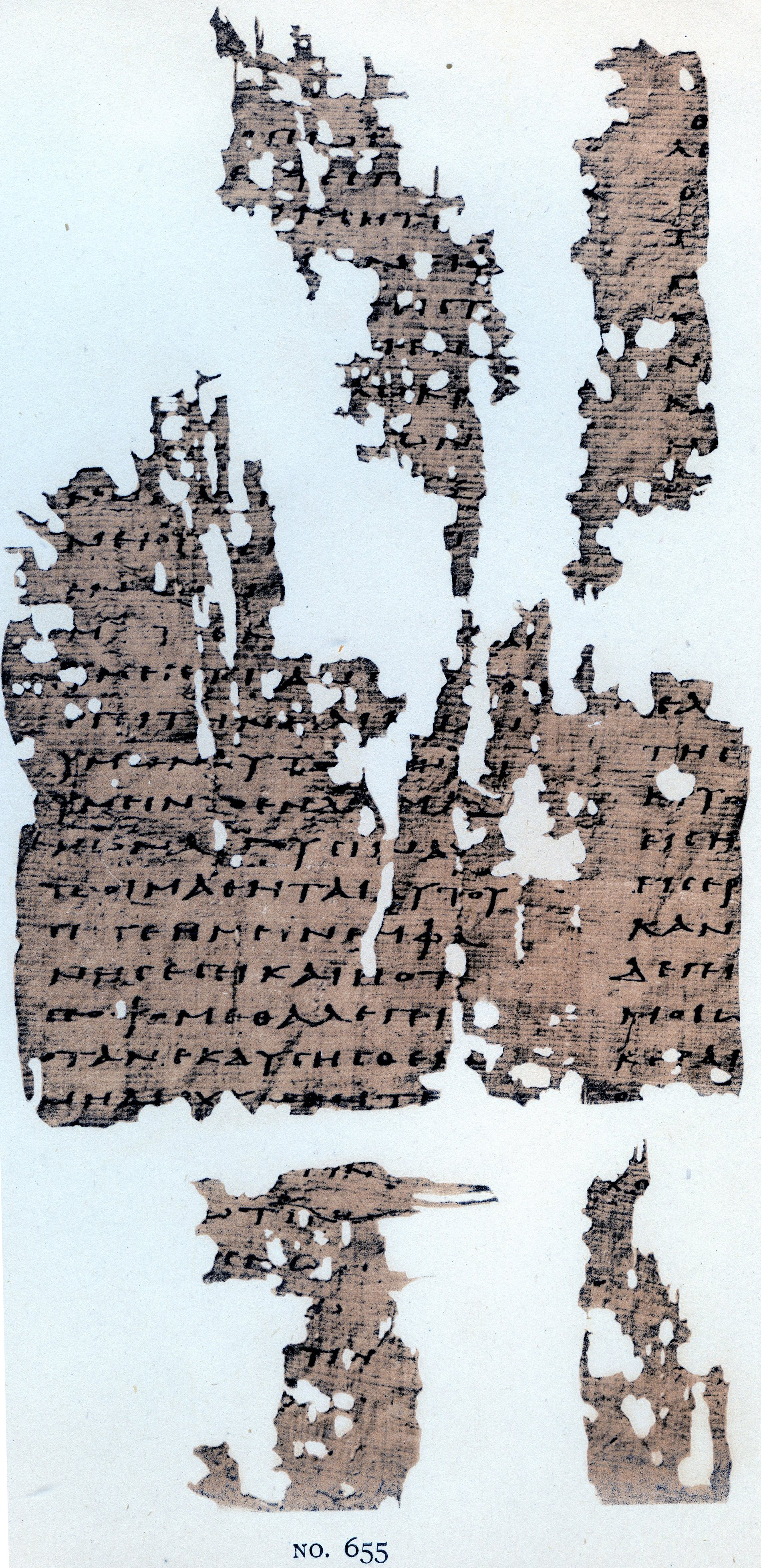
P.Oxy 655

O Evangelho de Tomé, ou melhor, Evangelho de Tomás, ou ainda Evangelho Cóptico de Tomás, preservado em versão completa num manuscrito copta em Nag Hammadi, é uma lista de 114 ditos atribuídos a Jesus. Quase dois terços desses ditos se assemelham aos encontrados nos evangelhos canônicos de Mateus, Marcos, Lucas e João, mas outros eram desconhecidos até a descoberta desse manuscrito em 1945. Tomé não explora, como os demais, a forma narrativa, apenas cita — de forma não estruturada — as frases, os ditos ou diálogos breves de Jesus a seus discípulos, contados a Tomé, dito Dídimo ("gêmeo" em grego), sem incluí-los em qualquer narrativa, nem apresentá-los em contexto filosófico ou retórico.

## Composição
Richard Valantasis escreve:

Determinar uma data para o Evangelho de Tomé é muito complexo porque é muito difícil saber com precisão a que coisa está sendo colocada uma data. Estudiosos têm proposto datas tão cedo como 40 ou tão tarde como 140, dependendo de se o Evangelho de Tomé é identificado com o núcleo original de ditos, com o texto publicado do autor, com os textos gregos ou coptos ou com paralelos em outras literaturas.
Segundo a sugestão do Prof. Helmut Koester, que leciona na Universidade Harvard, o Evangelho de Tomé foi recompilado por volta do ano 140, mas talvez contenha textos de algumas tradições ainda mais antigas que os evangelhos canônicos, possivelmente da segunda metade do século primeiro (50−100), em Síria, Palestina ou Mesopotâmia. Ou seja, da mesma época ou anterior aos evangelhos de Marcos, Mateus, Lucas e João. Koester também disse que este evangelho lembra a fonte hipotética denominada Q, com ditos que teriam sido usados pelos evangelhos de Lucas e Mateus. Também segundo esse autor, o texto em copta é uma tradução do grego. Segundo Stevan Davies deve ser datado entre os anos 50 e 70.

## A Cristologia de Tomé
No Evangelho, a identidade de Jesus entra em questão a partir do dito 13. Jesus propõe aos discípulos a que ele se assemelharia. Pedro dá-lhe uma dimensão sobrenatural, enquanto Mateus, o coloca entre os filósofos. Tomé afirma que Jesus é inefável. A filiação divina é assegurada, no dito 44, ao Jesus se referir a Deus como pai. O designativo principal para Jesus é o Vivente (dito 52).